# Trachea malezieuxi
Trachea malezieuxi là một loài bướm đêm trong họ Noctuidae.